# 香港特別行政区全国人民代表大会代表
香港特別行政区全国人民代表大会代表（ほんこんとくべつぎょうせいく・ぜんこくじんみんだいひょうだいかいだいひょう）、通称「港区人大」（こうくじんだい）は、香港特別行政区から選出された中華人民共和国の国会に当たる全国人民代表大会の代表である。現時点で香港から選出される代表は36名があり、行政長官を選挙する選挙委員会で委員枠を有する。
その選出は、全人代香港代表「選挙会議」による推薦（立候補には10名以上の推薦が必要）、予備選挙（54名まで候補者を絞る）、本選挙を通して行われる。
ただし、「選挙会議」の構成は第9期と第10期全人代で、若干異なっている。
第9期全人代香港代表「選挙会議」は、以下から構成される。
- 第1期政府推選委員会委員のうち、中国公民である者
- 第8期全国政治協商会議香港委員のうち、上と重ならず、中国公民かつ香港居民である者
- 香港臨時立法会議員のうち、上と重ならず、中国公民である者

第10期全人代香港代表「選挙会議」は、以下から構成される。
- 第9期全人代香港代表「選挙会議」のメンバーであった者
- 第9期全国政治協商会議香港委員のうち、上と重ならず、中国公民かつ香港居民である者
- 香港特別行政区第二期行政長官選挙委員会委員のうち、上と重ならず、中国公民であるもの
- 香港特別行政区行政長官

第11期全人代香港代表「選挙会議」は、以下から構成される。
- 第10期全人代香港代表「選挙会議」のメンバーであった者
- 第10期全国政治協商会議香港委員のうち、上と重ならず、中国公民かつ香港居民である者
- 香港特別行政区第三期行政長官選挙委員会委員のうち、上と重ならず、中国公民であるもの
- 香港特別行政区行政長官

## 歷代代表リスト
香港返還前（～1997年）
第一期（2名）
徐四民、張振南
第二期（2名）
莊世平、鄭鐵如
第三期（2名）
莊世平、鄭鐵如
第四期（14名）
李菊生、鄭鐵如（當選後去世）、費彝民、王寬誠、湯秉達、莊世平、李崧、石慧、吳康民、楊光、郭添海、蘇友、張泉、黃燕芳、郭增愷（補選）
第五期（16名）
李菊生、費彝民、王寬誠、湯秉達、莊世平、李崧、石慧、吳康民、楊光、陸達兼、蘇友、張泉、黃燕芳、郭增愷、胡九、方善桂
第六期（16名）
方善桂、石慧、莊世平、湯秉達、李菊生、吳康民、陸達兼、費彝民、楊光、黃燕芳、唐治安、秦暉、陳植桂、李連生、陳紘、梁燊
第七期（18名）
方善桂、汪明荃、李連生、吳康民、陳有慶、陳紘、許家屯（罷免）、湯秉達、霍英東、徐是雄、唐治安、陸達兼、黃光漢、廖瑤珠、張建華、費彝民（任內去世）、鄭耀棠、曾德成（補選）、曾憲梓（補選）、周南（補選）
第八期（28名）
王敏剛、李連生、李偉庭、李澤添、吳康民、何耀棣、汪明荃、周南、唐治安、韋基舜、陸達兼、陸達權、徐是雄、陳永棋、陳有慶、陳紘、黃光漢、黃建立、黃滌岩、梁愛詩、曾德成、曾憲梓、蔡渭衡、廖瑤珠（任內去世）、鄭耀棠、薛鳳旋、霍英東、簡福飴
香港返還後（1997年～）
第九期（36名）
王英偉、王敏剛、李宗德、李連生、李偉庭、李澤添、李鵬飛、吳康民、吳清輝、范徐麗泰、姜恩柱、馬力、袁武、倪少傑、陸達兼、陳永棋、陳有慶、黃光漢、黃宜弘、黃保欣、曹宏威、鄔維庸、曾德成、曾憲梓、溫嘉旋、費斐、楊耀忠、廖烈科（當選後去世）、鄭耀棠、劉佩瓊、薛鳳旋、盧重興、簡福飴、羅叔清、譚惠珠、釋智慧、梁秉中（遞補）
第十期（36名）
王如登、王英偉、王敏剛、朱幼麟、李宗德、李連生、李澤添（任內去世）、李鵬飛、吳亮星、吳康民、吳清輝、范徐麗泰、林廣兆、馬力（任內去世）、馬逢國、袁武、高寶齡、陳有慶、曹宏威、黃宜弘、黃國健、葉國謙、溫嘉旋、費斐、楊耀忠、鄭耀棠、劉佩瓊、劉柔芬、譚惠珠、羅叔清、曾憲梓、曾德成、簡福飴、鄔維庸（任內去世）、薛鳳旋、釋智慧、梁秉中（遞補）、黃保欣（遞補）、何鍾泰（遞補）
第十一期（36名）
王如登、王英偉、王敏剛、田北辰、史美倫、李宗德、吳亮星、吳清輝、何鍾泰、范徐麗泰、林順潮、馬逢國、馬豪輝、袁武、高寶齡、陳智思、曹宏威、梁秉中、黃玉山、黃國健、葉國謙、溫嘉旋、費斐、楊耀忠、雷添良、蔡素玉、廖長江、鄭耀棠、劉佩瓊、劉柔芬、劉健儀、霍震寰、盧瑞安、譚惠珠、羅范椒芬、羅叔清
第十二期（36名）
王庭聰、王敏剛、田北辰、史美倫、李少光、李引泉、吳秋北、吳亮星、林順潮、范徐麗泰、胡曉明、馬逢國、馬豪輝、姚祖輝、陳勇、陳振彬、陳智思、張明敏、張鐵夫、黃友嘉、黃玉山、葉國謙、楊耀忠、雷添良、廖長江、鄭耀棠、蔡素玉、蔡毅、劉佩瓊、劉柔芬、劉健儀、霍震寰、盧瑞安、顏寶鈴、羅范椒芬、譚惠珠
第十三期（36名）
王庭聰、王敏剛（任內去世）、田北辰、朱葉玉如、李引泉、李君豪、李應生、吳秋北、吳亮星、林順潮、林龍安、胡曉明、洪為民、姚祖輝、馬逢國、馬豪輝、陳亨利、陳勇、陳振彬、陳曼琪、陳智思、張俊勇（辭職）、黃友嘉、黃玉山、葉國謙、雷添良、廖長江、鄭耀棠、蔡素玉、蔡毅、霍震寰、盧瑞安、鄺美雲、顏寶鈴、譚志源、譚耀宗、陳曉峰（遞補）、黃均瑜（遞補）